# Intendenturtrupperna

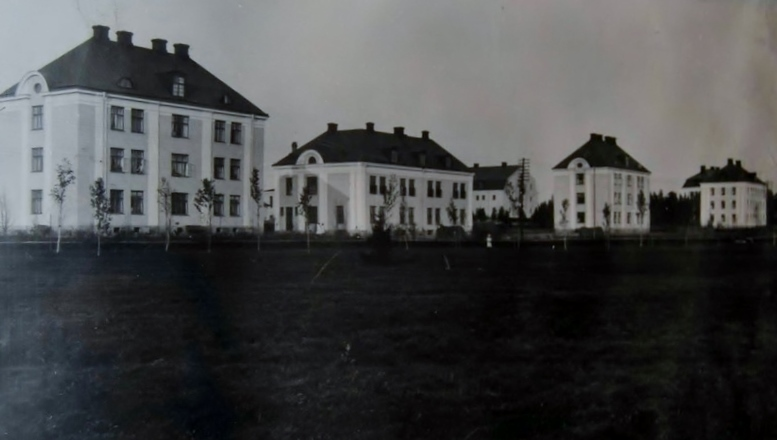
Tredje intendenturkompaniets kaserner i Boden.

Intendenturtrupperna (Int) var ett truppslag inom svenska armén som verkade i olika former åren 1942–1949. Intendenturtruppernas uppgift var att sköta intendenturmateriel, som till exempel förplägnadstjänst, drivmedelstjänst samt intendenturmaterieltjänst.

## Historik
Truppslaget bildade genom 1914 års härordning, då armén blev ålagd att forma fyra intendenturkompanier. Genom 1925 års försvarsbeslut utgick kompaniet i Sollefteå, medan de kvarstående kompanierna numrerades. År 1942 blev intendenturen ett eget truppslag. Genom 1948 års försvarsbeslut upplöstes truppslaget. Kompanierna kom mellan åren 1949–1951 att uppgå i trängtrupperna.

## Intendenturtrupper
| Beteckning    | Namn                                             | Aktiv     | Förläggningsort     | Kommentar                                                                            |
| ------------- | ------------------------------------------------ | --------- | ------------------- | ------------------------------------------------------------------------------------ |
| Int 1         | Intendenturkompaniet i Stockholm                 | 1915–1927 | Stockholms garnison | Omorganiserades 1928 till Första intendenturkompaniet                                |
| Int 1         | Första intendenturkompaniet                      | 1928–1949 | Stockholms garnison | Uppgick 1949 i Svea trängregemente (T 1) och Skånska trängregementet (T 4)           |
| Int 2         | Intendenturkompaniet i Karlsborg                 | 1915–1927 | Karlsborgs garnison | Omorganiserades 1928 till Andra intendenturkompaniet                                 |
| Int 2         | Andra intendenturkompaniet                       | 1928–1950 | Karlsborgs garnison | Uppgick 1951 i Göta trängregemente (T 2)                                             |
| Int 3         | Intendenturkompaniet i Boden                     | 1915–1927 | Bodens garnison     | Omorganiserades 1928 till Tredje intendenturkompaniet                                |
| Int 3         | Tredje intendenturkompaniet                      | 1928–1950 | Bodens garnison     | Uppgick 1951 i Norrlands trängregemente (T 3)                                        |
| Int 4         | Intendenturkompaniet i Sollefteå                 | 1916–1927 | Sollefteå garnison  | Avsågs först att förläggas inom Östersunds garnison                                  |
| Int uoffskola | Underofficersutbildning vid Intendenturtrupperna | 1917–1927 | Karlsborgs garnison | Uppgick 1928 i Arméns underofficerskola                                              |
| IntS          | Intendenturförvaltningsskolan                    | 1942–1977 | Stockholms garnison | Omorganiserades 1977 till Försvarets förvaltningsskola                               |
| IntOAS        | Intendenturtruppernas officersapirantskola       | 1943–1946 | Stockholms garnison | Omorganiserades 1946 till IntKS                                                      |
| IntKS         | Intendenturtruppernas kadettskola                | 1946–1949 | Stockholms garnison | Uppgick 1949 i Underhållstruppernas kadettskola, senare Trängtruppernas kadettskola. |